# Borovsko (Tsjechië)
Borovsko (Duits: Borowsko) is een Tsjechische plaats in de gemeente Bernartice in de regio Midden-Bohemen en maakt deel uit van het district Benešov. Het dorp ligt op ongeveer 2,5 km afstand van Bernartice.
Borovsko telt 16 inwoners (2021).

## Geschiedenis

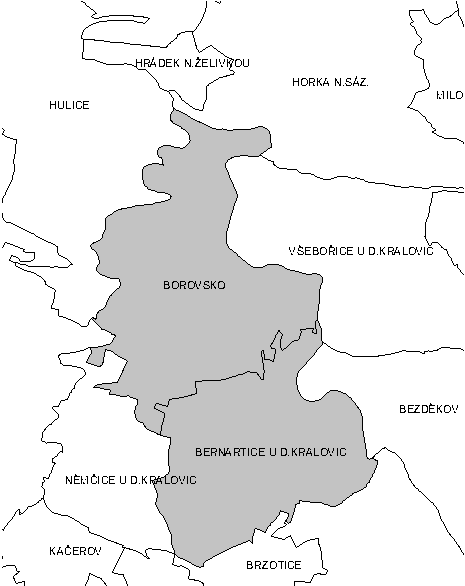
Kadastrale indeling

De eerste schriftelijke vermelding van het dorp dateert van 1282.
Van 1869 tot en met 1971 was Borovsko een zelfstandige gemeente. Op 1 september dat jaar werd Borovsko ingedeeld bij de gemeente Bernartice en het district Benešov. Van 1 januari 1980 tot 30 juni 1990 maakte de gemeente deel uit van de gemeente Loket. Op 1 juli 1990 werd Bernartice opnieuw een zelfstandige gemeente, met inbegrip van Borovsko.

## Demografie
| Jaar            | 1869 | 1880 | 1890 | 1900 | 1910 | 1921 | 1930 | 1950 | 1961 | 1970 | 1980 | 1991 | 2001 | 2011 | 2021 |
| --------------- | ---- | ---- | ---- | ---- | ---- | ---- | ---- | ---- | ---- | ---- | ---- | ---- | ---- | ---- | ---- |
| Aantal inwoners | 236  | 271  | 278  | 241  | 219  | 225  | 200  | 145  | 130  | 59   | 16   | 8    | 5    | 2    | 16   |
| Aantal huizen   | 31   | 33   | 35   | 35   | 37   | 38   | 39   | 46   | 32   | 23   | 10   | 15   | 14   | 15   | 15   |

## Verkeer en vervoer

### Autowegen
Snelweg D1 loopt door de gemeente. De dichtstbijzijnde afrit is 66 (Loket).
De volgende regionale wegen lopen door of langs de gemeente:
- II/150 Čechtice - Ledeč nad Sázavou;
- III/11217 Němčice - Borovsko;
- III/11219 Borovsko - Borovsko;
- III/13020 Brzotice - Borovsko.

In de buurt van Borovsko staat de onvoltooide Borovskobrug. De brug was bedoeld voor autoverkeer en bestond uit tweemaal twee rijstroken. Delen van de brug liggen onder water, maar een groot deel van het wegdek ligt nog boven water. De nabijgelegen Sedmpanskýbrug ligt geheel onder water.

### Spoorlijnen
Er is geen spoorlijn of station in Borovsko. Het dichtstbijzijnde station is Ledeč nad Sázavou, op ongeveer 11 km afstand.

### Buslijnen
Er zijn geen bushaltes in het dorp. De dichtstbijzijnde haltes zijn in Bernartice.

### Overig
Het hoofdkantoor van de regionale snelwegpolitie is gevestigd in Borovsko.

## Bezienswaardigheden
- Sint-Petrus- en Pauluskerk